# کوه بیسوکه
کوه بیسوکه (به لاتین: Mount Bisoke) یک کوه و آتشفشان در جمهوری دموکراتیک کنگو است که در Musanze District واقع شده‌است. کوه بیسوکه ۳٬۷۱۱ متر بالاتر از سطح دریا واقع شده‌است.